# 피탄산
피탄산(영어: phytanic acid)은 사람이 유제품, 반추동물의 지방, 특정 어류를 섭취했을 때 얻을 수 있는 가지사슬 지방산이다. 서구식 식단은 하루에 50~100 mg의 피탄산을 포함하고 있는 것으로 추정된다. 옥스퍼드 대학교에서 실시한 한 연구에 따르면, 육류를 섭취한 사람들은 채식주의자들보다 혈장의 피탄산의 농도가 평균적으로 6.7배 높았다.

## 인체병리학
대부분의 지방산들과 달리 피탄산은 β 산화에 의해 대사되지 않는다. 대신에 피탄산은 퍼옥시좀에서 α 산화를 거치고, 탄소가 1개 제거되어 프리스탄산으로 전환된다. 프리스탄산은 퍼옥시좀에서 β 산화를 여러 번 거쳐서 중간사슬 지방산을 형성하며, 중간사슬 지방산은 미토콘드리아에서 이산화 탄소와 물로 전환될 수 있다.
피타노일-CoA 다이옥시제네이스 유전자의 돌연변이에 의한 상염색체 열성 유전 신경질환인 레프숨병을 가지고 있는 환자는 α 산화 활성이 손상되어 혈액 및 조직에 대량의 피탄산이 축적된다. 레프숨병은 말초 다발신경병증, 소뇌성운동실조증, 망막색소변성증, 후각소실, 청력손실을 나타낸다.

## 다른 생물에서의 존재
반추동물에서 섭취된 식물성 먹이가 장에서 발효되어 엽록소의 구성 성분인 피톨을 유리시키면, 피톨은 피탄산으로 전환되어 지방으로 전환된다. 사람에서 관찰되는 것과는 대조적으로, 유인원(보노보, 침팬지, 고릴라, 오랑우탄)을 포함한 다양한 비인간 영장류들이 식물 물질의 후장 발효로부터 상당한 양의 피탄산을 얻을 수 있다는 간접적인 증거들이 있다.
민물 해면동물은 4,8,12-트라이메틸트라이데칸산, 피탄산 및 프리스탄산과 같은 테르페노이드 산들을 함유하고 있으며, 이는 이들 산이 바다 및 민물 해면동물 모두에 대해 화학분류학적 중요성을 가질 수 있음을 나타낸다.
Blepharida rhois와 같은 곤충은 포식에 대한 화학적 억제제로 피톨과 그 대사산물(예: 피탄산)을 사용하는 것으로 보고되었다. 이러한 화합물들은 먹이로 삼은 식물들로부터 유래되었다.

## 전사 조절인자
피탄산과 그 대사산물들은 전사인자로 퍼옥시좀 증식 활성화 수용체 알파(PPAR-α)와 레티노이드 X 수용체(RXR)에 결합하여 이들을 활성화시키는 것으로 보고되었다.